# Dioscorea campestris
Dioscorea campestris är en enhjärtbladig växtart som beskrevs av August Heinrich Rudolf Grisebach. Dioscorea campestris ingår i släktet Dioscorea och familjen Dioscoreaceae. Inga underarter finns listade i Catalogue of Life.